# PressReader
PressReader es un kiosco digital de distribución y una empresa de tecnología con sede en Vancouver y oficinas en Dublín y Manila. PressReader distribuye versiones digitales de más de 7.000 periódicos y revistas en más de 60 idiomas a través de sus aplicaciones para iOS, Android, Windows, MacOS y varios e-readers así como su sitio web, y opera ediciones digitales de periódicos y revistas para editores, incluyendo The New York Times, The Washington Post  y The Globe and Mail.

## Historia
Fundada en 1999 como NewspaperDirect, la empresa comenzó como un servicio de impresión de copias físicas de periódicos, dirigido a viajeros que deseaban leer su periódico local mientras se alojaban en un hotel en el extranjero, a lanzó un producto digital en 2003.
En 2013, la empresa cambió su nombre por el de PressReader.
En 2017, la compañía abrió una oficina en Dublín, Irlanda.
En agosto de 2019, la compañía adquirió News360, fabricantes de la aplicación de noticias personalizadas News360 y NativeAI, un producto de inteligencia de audiencia para editores de noticias.

## Productos

### PressReader
El producto principal de PressReader es un servicio de suscripción a periódicos y revistas de todo lo que se pueda consumir, que cuesta $29.99 al mes y permite el acceso a todos los títulos de la biblioteca de la empresa a través de las aplicaciones PressReader y de la página web. La compañía se asocia con varios hoteles, aerolíneas, cafés y otras empresas que patrocinan el acceso al servicio para sus clientes.
A mayo de 2019, PressReader tiene 12 millones de usuarios activos mensualmente.

### Ediciones de marca
PressReader opera las ediciones digitales de varios periódicos y revistas en sus sitios web y aplicaciones a través de una plataforma de marca blanca llamada Branded Editions.